# 拉什里弗鎮區 (北達科他州卡斯縣)
拉什里弗鎮區（英語：Rush River Township）是位於美國北達科他州卡斯縣的一個鎮區。

## 地方資料
拉什里弗鎮區的面積為94.36平方千米，當中陸地面積為94.33平方千米，而水域面積為0.03平方千米。根據2020年美國人口普查的數據，當地共有人口90人，而人口密度為每平方千米0.95人。